# Enterobacter
Enterobacter är ett heterogent bakteriesläkte inom familjen Enterobacteriaceae som utgörs av gramnegativa, aeroba stavformade bakterier, som är närstående släkterna Escherichia, Salmonella och Shigella. I rutindiagnostiken vid laboratorier skiljs såväl släkterna som arterna åt med biokemiska eller molekylärmedicinska metoder.

## Förekomst
Enterobacterarter förekommer rikligt i vår omgivning som "miljöbakterier" där det finns näringsämnen, är varmt och fuktigt så att det finns tillväxtbetingelser. De finns på alla människors hud, särskilt "under midjenivå" och de finns även tillsammans med andra bakterier i den dagliga födan. I djurs- och människors mag- och tarmkanal, särskilt i tjocktarmen utgör de en viktig del av normalfloran.
Några arter såsom E. hormaechei växer i symbios med växter, bland annat tomater där de har en tillväxtbefrämjande funktion och därför är potentiella kandidater som tillsatser för att öka livsmedelsproduktionen.

## Sjukdomsorsak
Tarmlevande enterobacter lever mer eller mindre i symbios med sina värdar och orsakar sällan infektioner hos i övrigt friska individer. Hamnar de däremot på fel plats som i urinvägarna orsakar de urinvägsinfektion eller i en bukhåla i samband med en operation, annat trauma eller motsvarande, kan de orsaka allvarliga infektioner. Hos personer med nedsatt allmäntillstånd och immunförsvar utgör de en betydande andel av vårdens nosokomiala sjukdomar.

## Antibiotikakänslighet
Enterobakternas känslighet mot antibiotika varierar i hög grad mellan olika bakteriestammar och kan även skilja mycket inom en art, så att i praktiken görs normalt resistensbestämning mot flera antibiotika vid mikrobiologiska laboratorier inför behandling av även lätt till måttligt svåra infektioner. Det är fortfarande i början av 2020-decenniet ovanligt med enterobacter-stammar som är så höggradigt antibiotikaresistenta, att de är svårbehandlade med moderna preparat. En nackdel med flera av de aktuella preparaten är kopplad till biverkningar hos patienterna, där aminoglykosiderna är en sådan antibiotikagrupp, som enterobacterna ofta är känsliga för men behandlingen ändå kan bli komplicerad på grund av läkemedelsbiverkningar.